# Suché Brezovo
Suché Brezovo este o comună slovacă, aflată în districtul Veľký Krtíš din regiunea Banská Bystrica. Localitatea se află la altitudinea de 404 m deasupra n.m., se întinde pe o suprafață de 11,48 km2 și în 2017 număra 98 de locuitori.

## Istoric
Localitatea Suché Brezovo este atestată documentar din 1573.

## Demografie
| An:                | 1994 | 2004    | 2014    | 2024    |
| ------------------ | ---- | ------- | ------- | ------- |
| Număr de persoane: | 138  | 122     | 101     | 77      |
| Diferență:         |      | −11,59% | −17,21% | −23,76% |

| An:                | 2023 | 2024   |
| ------------------ | ---- | ------ |
| Număr de persoane: | 78   | 77     |
| Diferență:         |      | −1,28% |